# Athletic Club 1978-1979
Questa voce raccoglie le informazioni riguardanti l'Athletic Club nelle competizioni ufficiali della stagione 1978-1979.

## Stagione
Come da politica societaria la squadra è composta interamente da giocatori nati in una delle sette province di Euskal Herria o cresciuti calcisticamente nel vivaio di società basche.
In Primera División la squadra giunge nona.
In Coppa del Re dopo aver eliminato il Valmaseda al primo turno (doppia vittoria 2-5 e 5-1), il Deportivo La Coruña al secondo turno (0-0 e 2-2), negli ottavi di finale l'Athletic viene eliminato dal Real Saragozza (2-2 e 1-0 ai supplementari).
In Coppa UEFA viene eliminato al primo turno Ajax (vittoria 2-0 al San Mamés e sconfitta 3-0 al De Meer)

## Rosa
| N. |                   | Ruolo | Calciatore          |
| -- | ----------------- | ----- | ------------------- |
|    | Spagna (bandiera) | P     | Peio Agirreoa       |
|    | Spagna (bandiera) | P     | José Ángel Iribar   |
|    | Spagna (bandiera) | P     | Juan Antonio Zaldua |
|    | Spagna (bandiera) | D     | Andoni Goikoetxea   |
|    | Spagna (bandiera) | D     | Javier Escalza      |
|    | Spagna (bandiera) | D     | Daniel Astrain      |
|    | Spagna (bandiera) | D     | José María Núñez    |
|    | Spagna (bandiera) | D     | Santiago Urquiaga   |
|    | Spagna (bandiera) | D     | Agustín Gisasola    |
|    | Spagna (bandiera) | D     | José Ramón Alexanko |
|    | Spagna (bandiera) | C     | Juan Carlos Vidal   |

| N. |                   | Ruolo | Calciatore            |
| -- | ----------------- | ----- | --------------------- |
|    | Spagna (bandiera) | C     | Ángel María Villar    |
|    | Spagna (bandiera) | C     | Javier Irureta        |
|    | Spagna (bandiera) | C     | Fernando Tirapu       |
|    | Spagna (bandiera) | A     | Estanislao Argote     |
|    | Spagna (bandiera) | A     | Dani                  |
|    | Spagna (bandiera) | A     | Manuel Sarabia        |
|    | Spagna (bandiera) | A     | José Ignacio Churruca |
|    | Spagna (bandiera) | A     | Txetxu Rojo           |
|    | Spagna (bandiera) | A     | Aitor Aguirre         |
|    | Spagna (bandiera) | A     | José María Bengoetxea |
|    | Spagna (bandiera) | A     | Carlos Ruiz Herrero   |

## Risultati

### Coppa del Re
| Balmaseda 1º novembre 1978 Secondo turno - andata             | Valmaseda | 0 – 3 referto               | Athletic Bilbao | La Baluga |
| \| \| \| \| \| \| Marcatori \| 5’, 60’ Bengoetxea 30’ Dani \| |           |                             |                 |           |
|                                                               |           |                             |                 |           |
|                                                               | Marcatori | 5’, 60’ Bengoetxea 30’ Dani |                 |           |

| Bilbao 22 novembre 1978 Secondo turno - ritorno                                                                   | Athletic Bilbao | 8 – 1 referto | Valmaseda | Stadio san Mamés |
| \| \| \| \| \| Vidal 2’ Bengoetxea 29’, 55’, 65’, 80’ Aguirre 35’ Irureta 44’ Sìmon 60’ (aut.) \| Marcatori \| \| |                 |               |           |                  |
| |                 |               |           |                  |
| Vidal 2’ Bengoetxea 29’, 55’, 65’, 80’ Aguirre 35’ Irureta 44’ Sìmon 60’ (aut.)                                   | Marcatori       |               |           |                  |

| La Coruña 17 gennaio 1979 Terzo turno - andata                                   | Deportivo La Coruña | 2 – 2 referto            | Athletic Bilbao | Stadio Riazor |
| \| \| \| \| \| Pousada 10’ Nacho 87’ \| Marcatori \| 75’ (rig.), 78’ Churruca \| |                     |                          |                 |               |
|                                                                                  |                     |                          |                 |               |
| Pousada 10’ Nacho 87’                                                            | Marcatori           | 75’ (rig.), 78’ Churruca |                 |               |

| Bilbao 31 gennaio 1979 Terzo turno - ritorno | Athletic Bilbao      | 0 – 0 (d.t.s.) referto | Deportivo La Coruña | Stadio san Mamés |
| \| \| \| \| \| \| Tiri di rigore 4 – 1 \| \| |                      |                        |                     |                  |
|                                              |                      |                        |                     |                  |
|                                              | Tiri di rigore 4 – 1 |                        |                     |                  |

| Bilbao 28 febbraio 1979 Ottavi di finale - andata                                   | Athletic Bilbao | 2 – 2 referto         | Real Saragozza | Stadio san Mamés |
| \| \| \| \| \| Sarabia 12’ Dani 75’ (rig.) \| Marcatori \| 25’ (82), rig’ Alonso \| |                 |                       |                |                  |
|                                                                                     |                 |                       |                |                  |
| Sarabia 12’ Dani 75’ (rig.)                                                         | Marcatori       | 25’ (82), rig’ Alonso |                |                  |

| Saragozza 18 aprile 1979 Ottavi di finale - ritorno | Real Saragozza | 1 – 0 (d.t.s.) | Athletic Bilbao | Stadio de La Romareda |
| \| \| \| \| \| Alonso 99’ \| Marcatori \| \|        |                |                |                 |                       |
|                                                     |                |                |                 |                       |
| Alonso 99’                                          | Marcatori      |                |                 |                       |

### Coppa UEFA
| Arbitro: | Horstmann |

|                       |           |  |
| Churruca 9’ Vidal 58’ | Marcatori |  |

| Arbitro: | Partridge |

|                                  |           |  |
| Clarke 38’ (rig.), 55’ Lerby 89’ | Marcatori |  |

## Statistiche

### Statistiche dei giocatori
| Giocatore       | Primera División | Primera División | Primera División | Primera División | Coppa del Re | Coppa del Re | Coppa del Re | Coppa del Re | Coppa Uefa | Coppa Uefa | Coppa Uefa  | Coppa Uefa | Totale   | Totale | Totale      | Totale     |
| Giocatore       | Presenze         | Reti             | Ammonizioni      | Espulsioni       | Presenze     | Reti         | Ammonizioni  | Espulsioni   | Presenze   | Reti       | Ammonizioni | Espulsioni | Presenze | Reti   | Ammonizioni | Espulsioni |
| --------------- | ---------------- | ---------------- | ---------------- | ---------------- | ------------ | ------------ | ------------ | ------------ | ---------- | ---------- | ----------- | ---------- | -------- | ------ | ----------- | ---------- |
| A. Aguirre      | 18               | 7                | 1                | 0                | 4            | 1            | 0            | 0            | 0          | 0          | 0           | 0          | 22       | 8      | 1           | 0          |
| P. Agirreoa     | 4                | -6               | 0                | 0                | 0            | -0           | 0            | 0            | 0          | -0         | 0           | 0          | 4        | -6     | 0           | 0          |
| J.R. Alexanko   | 33               | 2                | 1                | 0                | 4            | 0            | 1            | 0            | 2          | 0          | 0           | 0          | 39       | 2      | 2           | 0          |
| E. Argote       | 20               | 2                | 0                | 0                | 3            | 0            | 1            | 0            | 1          | 0          | 0           | 0          | 24       | 2      | 1           | 0          |
| D. Astrain      | 17               | 0                | 1                | 0                | 3            | 0            | 0            | 0            | 2          | 0          | 0           | 0          | 22       | 0      | 1           | 0          |
| J.M. Bengoetxea | 10               | 2                | 1                | 0                | 5            | 6            | 0            | 0            | 0          | 0          | 0           | 0          | 15       | 8      | 1           | 0          |
| Carlos          | 5                | 0                | 0                | 0                | 1            | 0            | 0            | 0            | 2          | 0          | 0           | 0          | 8        | 0      | 0           | 0          |
| J.I. Churruca   | 15               | 2                | 1                | 0                | 2            | 2            | 0            | 0            | 1          | 1          | 0           | 0          | 18       | 5      | 1           | 0          |
| Dani            | 27               | 13               | 4                | 1                | 4            | 2            | 0            | 0            | 2          | 0          | 0           | 0          | 33       | 15     | 4           | 1          |
| J. Escalza      | 24               | 0                | 0                | 0                | 5            | 0            | 0            | 0            | 1          | 0          | 1           | 0          | 30       | 0      | 1           | 0          |
| A. Gisasola     | 11               | 1                | 3                | 0                | 3            | 0            | 0            | 0            | 0          | 0          | 0           | 0          | 14       | 1      | 3           | 0          |
| A. Goikoetxea   | 10               | 1                | 2                | 0                | 3            | 0            | 0            | 0            | 0          | 0          | 0           | 0          | 13       | 1      | 2           | 0          |
| J.A. Iribar     | 30               | -40              | 0                | 0                | 4            | -3           | 0            | 0            | 2          | -3         | 0           | 0          | 36       | -46    | 0           | 0          |
| J.A. Irureta    | 33               | 4                | 1                | 0                | 4            | 1            | 0            | 0            | 2          | 0          | 0           | 0          | 39       | 5      | 1           | 0          |
| J.M. Núñez      | 20               | 0                | 0                | 0                | 4            | 0            | 1            | 0            | 2          | 0          | 0           | 0          | 26       | 0      | 1           | 0          |
| T. Rojo (I)     | 31               | 7                | 3                | 0                | 3            | 0            | 0            | 0            | 2          | 0          | 0           | 0          | 36       | 7      | 3           | 0          |
| M. Sarabia      | 24               | 9                | 0                | 0                | 6            | 1            | 0            | 0            | 0          | 0          | 0           | 0          | 30       | 10     | 0           | 0          |
| F. Tirapu       | 33               | 0                | 3                | 0                | 6            | 0            | 0            | 0            | 2          | 0          | 0           | 0          | 41       | 0      | 3           | 0          |
| S. Urquiaga     | 4                | 1                | 0                | 0                | 1            | 0            | 0            | 0            | 0          | 0          | 0           | 0          | 5        | 1      | 0           | 0          |
| J.C. Vidal      | 29               | 1                | 0                | 0                | 6            | 1            | 0            | 0            | 2          | 1          | 0           | 0          | 37       | 3      | 0           | 0          |
| A.M. Villar     | 29               | 2                | 2                | 0                | 5            | 0            | 0            | 0            | 2          | 0          | 0           | 0          | 36       | 2      | 2           | 0          |
| J.A. Zaldua     | 0                | -0               | 0                | 0                | 2            | -3           | 0            | 0            | 0          | -0         | 0           | 0          | 2        | -3     | 0           | 0          |